# Alfons Otto Schorb
Alfons Otto Schorb (* 7. August 1921 in Forchheim bei Karlsruhe; † 3. Februar 1983) war ein deutscher Bildungsforscher und Medienpädagoge.

## Ausbildung und Berufslaufbahn
Alfons Otto Schorb begann 1939 ein Studium an der Ruprecht-Karls-Universität Heidelberg. Die schulische Qualifikation dazu hatte er auf dem Zweiten Bildungsweg erlangt. Noch während des Krieges unterbrach er das Studium für eine vereinfachte Ausbildung zum Volksschullehrer. Nach praktischer Tätigkeit als Schullehrer nahm er 1951 sein Studium in Heidelberg wieder auf und promovierte dort 1956 zum Dr. phil.
Nach Tätigkeit als wissenschaftlicher Assistent an der Universität Heidelberg und ab 1959 als Dozent an der Pädagogischen Hochschule Landau in der Pfalz, wechselte Schorb 1962 als Professor für Schulpädagogik an die Pädagogische Hochschule Rheinland in Bonn. Ein weiterer Wechsel brachte ihn 1967 als Professor für Unterrichtsmitschau und didaktische Forschung an die Pädagogische Hochschule München-Pasing. Nach der Integrierung der Hochschule in die Ludwig-Maximilians-Universität München war er dort bis zu seinem Tod Professor für Bildungsforschung. Zusätzlich zu seiner Arbeit an Hochschule und Universität in München leitete er das bayerische Staatsinstitut für Bildungsplanung und Bildungsforschung.
Alfons Otto Schorb war der Vater des Erziehungswissenschaftlers Bernd Schorb.

## Medienpädagogische Arbeit
In den 1960er Jahren war der aufkommende Begriff „Medienpädagogik“ in seiner Bedeutung noch nicht klar umrissen. Schorb gab ihm 1967 in seinem pädagogischen Lexikon eine Definition, die dazu beitrug, das Wort zu einem Fachterminus zu prägen. In Schorbs Verständnis sind sowohl die Möglichkeiten, die Medien wie Druckerzeugnisse, Film Fernsehen und Rundfunk für Erziehung und Unterricht bieten auf der einen Seite, als auch die unerwünschten Wirkungen ihres Konsums auf der anderen Seite Gegenstand der Medienpädogik. Die Medienpädagogik habe damit verbundene Fragen theoretisch zu beantworten und praktische Lösungen dafür zu finden.
Ein großer Teil von Alfons Otto Schorbs Arbeit betraf die Einsatzmöglichkeiten moderner Medien in Unterricht und Bildung. Er leistete dazu Forschungsarbeit und entwickelte praktische Lösungen. Ein Beispiel ist die Reihe Lehrerkolleg im Bayerischen Fernsehen zur Lehrerfortbildung mit Begleitbüchern.
Ein weiteres Aufgabenfeld von Alfons Otto Schorbs Arbeit war die Analyse von Unterrichtssituationen mit Hilfe moderner Medien. Ein Verfahren der Unterrichtsmitschau, das weite Verbreitung fand,  geht auf ihn zurück. Die damit erstellten Unterrichtsanalysen waren Grundlage für seine pädagogischen Forschungen. Die Ergebnisse fanden Eingang in die Lehrerbildung und waren richtungweisend für weitere pädagogische Untersuchungen.
Alfons Otto Schorb beriet als Gremienmitglied die Bayerische Staatsregierung in Fragen der Bildungsplanung und der Hochschulplanung. Darüber hinaus war er Mitglied in Gremien zur Erwachsenenbildung und zum Schulfernsehen des Bayerischen Fernsehens.

## Schriften (Auswahl)
Monografien
- Die Grundform des Menschlichen Seins und die pädagogische Situation. Beitrag zur Einleitung des ontologischen Ich-Du-Prinzips in das pädagogische Denken. Dissertation an der Universität Heidelberg 1956.
- Schule und Lehrer an der Zeitschwelle. Klett, Stuttgart 1962.
- Fernsehanlagen im Dienste pädagogischer Ausbildung und Forschung. Dürr, Bad Godesberg 1965.
- Mit Mitarbeiterteam: Die Unterrichtsmitschau in der Praxis der Lehrerbildung. Eine empirische Untersuchung zur 1. Studienphase. Dürr, Bad Godesberg 1966.
- Mit Volker Fritzsche: Schulerneuerung in der Demokratie. Die Reichsschulkonferenz von 1920 und der Deutsche Ausschuss für das Erziehungs- und Bildungswesen. Ein kritischer Vergleich. Klett Stuttgart 1966.
- Der programmierte Unterricht. Automatisierung der Bildung?. Neue Deutsche Schule Verlagsgesellschaft, Essen 1966.
- 160 Stichworte zum Unterricht. Kamp, Bochum 1964 (= Kamps pädagogische Taschenbücher. Band 22; zwölfte, bearbeitete und erweiterte Auflage 1967 als 160 + 40 Stichworte zum Unterricht).
- Pädagogisches Lexikon. Kamp, Bochum um 1967 (= Kamps pädagogische Taschenbücher. Praktische Pädagogik. Band 38; achte Auflage 1975 als Pädagogisches Taschenlexikon).
- Mit Michael Schmidbauer: Aufstiegsschulen im sozialen Wettbewerb. Entwicklung und Hintergründe unterschiedlicher Bildungsbeteiligung in Bayern. Klett, Stuttgart 1973, ISBN 978-3-12-927900-7.
- Mit Brigitte Louis und Hans Peter Deschler: Unterrichtsanalyse. Ein Grundkurs im Medienverband. TR-Verlagsunion, München 1975, ISBN 978-3-8058-0611-4.
- Mit Raimund Ritter: Zur Infrastruktur des Schulwesens. Ehrenwirth, München 1980, ISBN 978-3-431-02213-1.

Herausgeberbände
- Bildungsplanung und Bildungspolitik. Akademische Verlagsgesellschaft, Frankfurt am Main 1970, ISBN 978-3-400-00147-1.
- Mit Gertrud Simmerding: Begleitbände zur Serie Lehrerkolleg, 26 Bände, TR-Verlagsunion, München 1975 bis 198, DNB 550867236
- mit Franz Josef Brecht: Schule – Lehrer – Mensch. Eine Festgabe an Christian Caselmann zum 75. Geburtstag, Klett Stuttgart 1964.